# Glacioloxoconcha
Glacioloxoconcha is een geslacht van kreeftachtigen uit de klasse van de Ostracoda (mosselkreeftjes).

## Soort
- Glacioloxoconcha suedshetlandensis Hartmann, 1990